# Nunaoil
Nunaoil est la seule compagnie pétrolière nationale du Groenland en charge de l'exploration et de l'exploitation des ressources pétrolifères du pays. 

## Histoire
Nunaoil est fondée en 1985 en partenariat à parts égales entre le gouvernement local du Groenland et DONG Energy (Dansk Olie og Naturgas A/S Energy).
Pendant les années 1990, la société a été principalement impliquée dans la collecte de données sismiques en tant qu'opérateur d'un groupe de compagnies pétrolières internationales dans les régions du Nord-Est et de l'Ouest du Groenland. Elle a ensuite mis l'accent sur la collecte de données sismiques le long de la côte sud-ouest du Groenland, la cartographie des grandes accumulations d'hydrocarbures potentiels.
En 1992, Nunaoil découvre les premiers gisements d'or groenlandais dans le sud du pays, qui devient la mine de Nalunaq. À la fin des années 1990, la société est restructurée en deux entités, Nunaoil pour les hydrocarbures, et NunaMinerals pour les minerais. En 2000, Nunaoil cesse sa première vague d'acquisition de données sismiques.
Nunaoil a également été impliquée dans les licences récentes au large de la côte ouest du Groenland notamment dans la baie de Baffin où elle est titulaire d'un minimum de 8,5% du capital dans tous les blocs qui ont été autorisés dans la récente Ouest Disko tour.
En 2006 DONG Energy a vendu ses parts dans Nunaoil à l'État danois. Selon la loi sur l'autonomie gouvernementale du Groenland qui est entrée en vigueur le 21 juin 2009, l'État danois a revendu sa participation au gouvernement du Groenland. En 2008, Nunaoil enregistre un revenu net de 1,1 million DKK. L'entreprise gère 13 licences d'exploration et compte 7 employés permanents.
En décembre 2013, Nunaoil se voit attribuer les droits d'exploration et d'exploitation de quatre nouveaux blocs en consortium avec plusieurs autres groupes pétroliers internationaux. En 2017, Nunaoil lance un programme de doctorat en partenariat avec l'université de Copenhague visant à enrichir les méthodes d'exploration et de valorisation des ressources du pays. L'entreprise voit aussi une réduction dans ses subventions gouvernementales. À partir de 2018, les fonds Kanumas - issus de la vente des données sismiques opérées dans les années 1990 - sont mis à disposition du nouveau projet de valorisation des ressources pétrolières du pays.

## Description
Nunaoil est un libre partenaire dans toutes les licences au et autour du Groenland et gère l'exploration pétrolière, tandis que l'importation du pétrole pour les besoins locaux est assurée par Nukissiorfiit.
Nunaoil est la seule compagnie pétrolière à délivrer des licences dans la zone Arctique.